# Coelachne minuta
Coelachne minuta är en gräsart som beskrevs av Norman Loftus Bor. Coelachne minuta ingår i släktet Coelachne, och familjen gräs. IUCN kategoriserar arten globalt som livskraftig. Inga underarter finns listade i Catalogue of Life.